# Pensament feble
El pensament feble és un concepte encunyat per Gianni Vattimo propi de la postmodernitat que defensa un relativisme enfront de la caiguda de la ideologia anterior ("forta") i el perpetu canvi, que provoca manca de certesa, agreujada pel xoc cultural constant. El pensament feble no creu en la metafísica, permet la interpretació divergent d'un mateix fenomen i eleva la consideració del sentit comú, el sentir popular i els moviments socials davant els partits polítics. Rebutja l'existència d'un únic paradigma explicatiu de la realitat i es mou en l'eclecticisme entre els pensadors contemporanis. Situa l'individu en el centre, però l'entén com un ésser en permanent construcció.